# Cristóbal (carabina)
A Carabina Kiraly-Cristóbal .30, também conhecida como San Cristóbal ou rifle automático Cristóbal, foi fabricada pela fábrica de armas Armería San Cristóbal da República Dominicana.

## História e desenvolvimento
Embora chamada de carabina, a arma pode ser chamada de submetralhadora, pois é idêntica à submetralhadora húngara Danuvia 43M. Ambas as armas foram projetadas pelo engenheiro húngaro Pál Király, que veio para a República Dominicana como expatriado em 1948. O nome da arma é uma referência à província de San Cristóbal, onde nasceu o falecido ditador dominicano Generalíssimo Rafael Trujillo. Os militares da República Dominicana foram os principais usuários desta arma, embora também tenha sido exportada para Cuba antes da Revolução Cubana.

## Descrição
A Cristóbal tinha coronha de madeira, carregador de cofre de 30 tiros montado embaixo e armação tubular com a alavanca de armar no lado direito. Ela usava o recuo de gases retardado por alavanca para sua operação. A versão original foi produzida no cartucho 9×19mm Parabellum. A versão mais típica do Cristóbal foi calibrada no .30 Carbine.
Mais de 200.000 carabinas Cristóbal foram feitos pela Armería San Cristóbal de 1950 a 1966. Após o assassinato de Trujillo em 31 de maio de 1961, o governo dominicano decidiu não manter uma indústria militar local e a produção foi diminuindo lentamente. Em 1990, a Cristóbal não era mais uma arma de fogo dominicana padrão, mas continua sendo usada para treinamento básico nas escolas militares da República Dominicana.

## Histórico de combate
Esta carabina foi usada por Che Guevara durante a Revolução Cubana, e seu exemplar está exibido no Museo de la Revolución de Havana. Foi usada por ambos os lados na Guerra Civil Dominicana, de 1965. Também foi importada pela Guardia panamenha para suplementar seu armamento de procedência norte-americana, além de ser usada por guerrilheiros das FARC na Guerra Civil Colombiana.

## Usuários
- Cuba
- República Dominicana
- Panamá[2]
- Colômbia[3]